# Fort Pierce North
Fort Pierce North is een plaats (census-designated place) in de Amerikaanse staat Florida, en valt bestuurlijk gezien onder St. Lucie County.

## Demografie
Bij de volkstelling in 2000 werd het aantal inwoners vastgesteld op 7386.

## Geografie
Volgens het United States Census Bureau beslaat de plaats een oppervlakte van
11,8 km², waarvan 11,6 km² land en 0,2 km² water.

## Plaatsen in de nabije omgeving
De onderstaande figuur toont nabijgelegen plaatsen in een straal van 12 km rond Fort Pierce North.